# Brieulles-sur-Bar
Brieulles-sur-Bar é uma comuna francesa na região administrativa de Grande Leste, no departamento Ardenas. Estende-se por uma área de 13,46 km². Em 2010 a comuna tinha 228 habitantes (densidade: 16,9 hab./km²).